# Ігнатович Володимир Вікторович
Ігнатович Володимир Вікторович (1883—1928) — політичний та громадський діяч. Член Старої громади (див. Громади), в якій виконував обов'язки громадського скарбника. Служив у Київському відділенні Державного банку Російської імперії (1901). Голова «Общества помощи населению Юга России, пострадавшему от военных действий» (1915).
За доби Української Центральної Ради — член Шкільної комісії із запровадження української мови в школах Києва. Один із засновників Української федеративно-демократичної партії (грудень 1917).
1918 — в. о. директора Українського державного банку доби УЦР та Української Держави. Член української делегації на російсько-українських переговорах та української місії для укладання торгової й консульської угоди з урядом Кубані (1918). У 1920-ті рр. працював у ВУАН (нині Національна академія наук України).